# 鈴木明徴
鈴木 明徴（すずき あきよし、1937年（昭和12年） - 2020年（令和2年）4月27日）は、日本の高等学校教諭、学校長。

## 人物・来歴
静岡市生まれ。1956年（昭和31年）、静岡県立静岡高等学校卒業。東京大学理学部卒業。
1961年（昭和36年）から私立雙葉学園教諭、1964年（昭和39年）から1977年（昭和52年）まで地方公務員である公立高校の教員に転身し、母校の静岡高校で教鞭を執り、同年4月から7年間、静岡西高校、その後、川根高校、焼津中央高校教頭、静岡県立横須賀高校校長、藤枝西高校校長、三島北高校校長を歴任した。
定年退職後、財団法人静岡県青少年会館事務局長を務めた。2004年（平成16年）から2008年（平成20年）まで八幡聖母幼稚園勤務。園長を務めた。
1965年（昭和32年）から約4年間、地理の教諭として勤務する傍ら、生徒への訴えを随筆としてつづり、ガリ版で刷って配っていた。遺品の中に「週刊メイチョウ」と名付けられた作品の数々を見つけた妻がこれをまとめ、2021年（令和3年）に出版、反響を呼んだ。

## 著書
- 『週刊メイチョウ　高校生と共に』　静岡新聞社 2021.9
- 『ぼくのおじいちゃん　- 登呂の滅亡 - 』